# 헬렌 캔들러

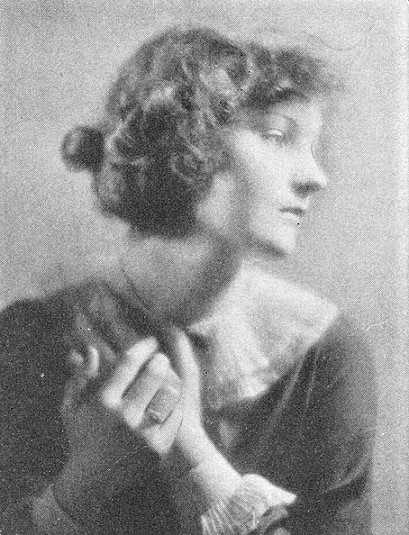

헬렌 캔들러(Helen Chandler, 1906년 2월 1일 ~ 1965년 4월 30일)는 미국의 연극 배우, 영화배우이다.
찰스턴에서 태어났으며 할리우드에서 사망하였다.

## 영화
- FTA (1972년)
- 미완성 교향곡 (1934년)
- 드라큐라 (1931년) - 미나 시워드 역